# Оптичний кільцевий резонатор

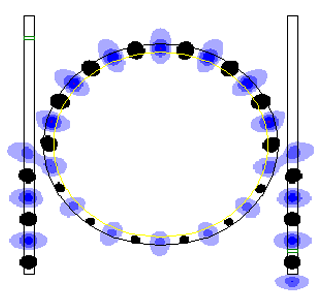
Комп'ютерно змодельований кільцевий резонатор, що зображує безперервну вхідну хвилю в резонансі.

Оптичний кільцевий резонатор — це набір хвилеводів, у яких принаймні один є замкнутим контуром, з'єднаним з певним джерелом входу та виходу світла. (Це можуть бути хвилеводи, але ними не обмежуються.) Концепції, що лежать в основі оптичних кільцевих резонаторів, такі ж, як і в шепочучих галереях, за винятком того, що вони використовують світло та підкоряються властивостям конструктивної інтерференції та повного внутрішнього відбиття. Коли світло з резонансною довжиною хвилі проходить через петлю від вхідного хвилеводу, воно накопичує інтенсивність протягом кількох проходжень через конструктивну інтерференцію та виводиться на хвилевід вихідної шини, який служить хвилеводом детектора. Оскільки лише кілька вибраних довжин хвиль перебувають у резонансі в петлі, оптичний кільцевий резонатор функціонує як фільтр. Крім того, як було зазначено раніше, два або більше кільцевих хвилеводів можуть бути з'єднані один з одним для формування оптичного фільтра додавання/відведення.

## Передумови

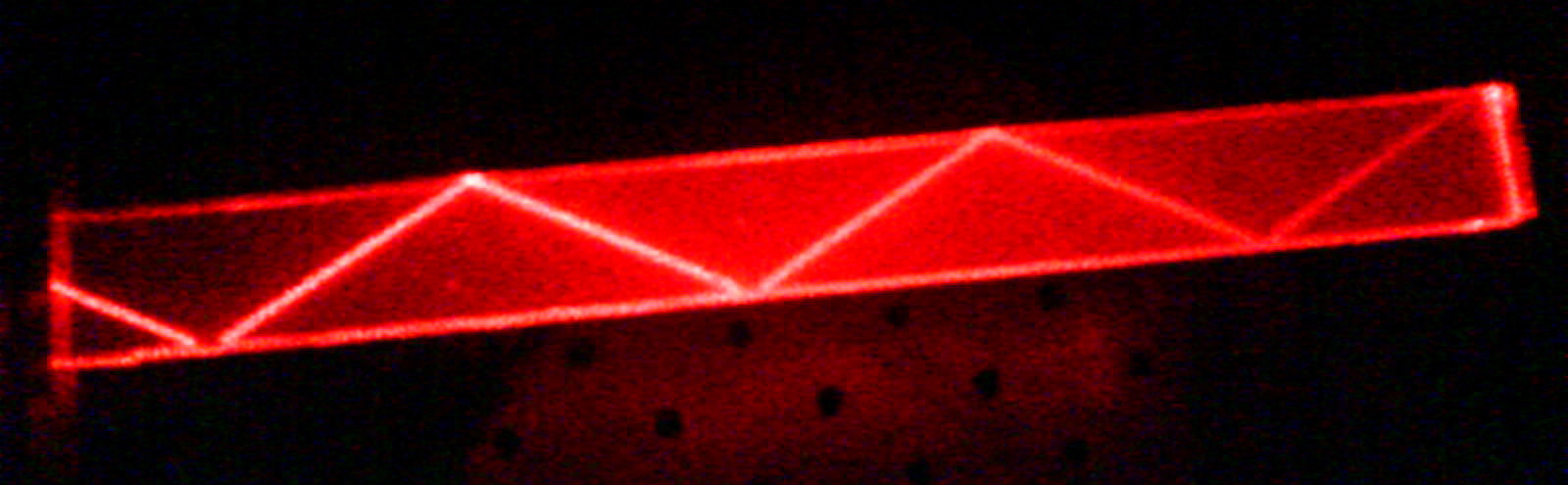
Повне внутрішнє відбиття в органічному склі.

Оптичні кільцеві резонатори працюють на основі принципів повного внутрішнього відбиття, конструктивної інтерференції та оптичного зв'язку.

### Повне внутрішнє відбиття
Світло, що проходить через хвилеводи в оптичному кільцевому резонаторі, залишається всередині хвилеводів завдяки феномену променевої оптики, відомому як повне внутрішнє відбиття. Повне внутрішнє відбиття— це оптичне явище, яке виникає, коли промінь світла потрапляє на межу оптичного середовища та не заломлюється через цю межу. Враховуючи, що кут падіння більший за критичний кут (по відношенню до нормалі до поверхні), а показник заломлення нижчий з іншого боку межі відносно падаючого променя, відбудеться повне внутрішнє відбиття, і світло не зможе проходити через межу. Щоб оптичний кільцевий резонатор працював належним чином, повинні бути дотримані умови повного внутрішнього відбиття, а світло, що проходить через хвилеводи, не повинно виходити назовні.

### Інтерференція
Інтерференція — це процес, за якого дві хвилі накладаються, утворюючи результуючу хвилю більшої або меншої амплітуди. Інтерференція зазвичай відноситься до взаємодії хвиль, які корельовані або когерентні одна з одною. При конструктивній інтерференції дві хвилі однієї фази взаємодіють таким чином, що результуюча амплітуда дорівнює сумі окремих амплітуд. Оскільки світло в оптичному кільцевому резонаторі здійснює кілька обходів навколо кільцевого компонента, воно буде інтерферувати з іншим світлом, яке все ще знаходиться в петлі. Таким чином, якщо припустити, що в системі немає втрат, таких як втрати через поглинання, затухання або недосконалий зв'язок, і виконується умова резонансу, інтенсивність світла, випромінюваного кільцевим резонатором, дорівнюватиме інтенсивності світла, що подається в систему.

### Оптичний зв'язок

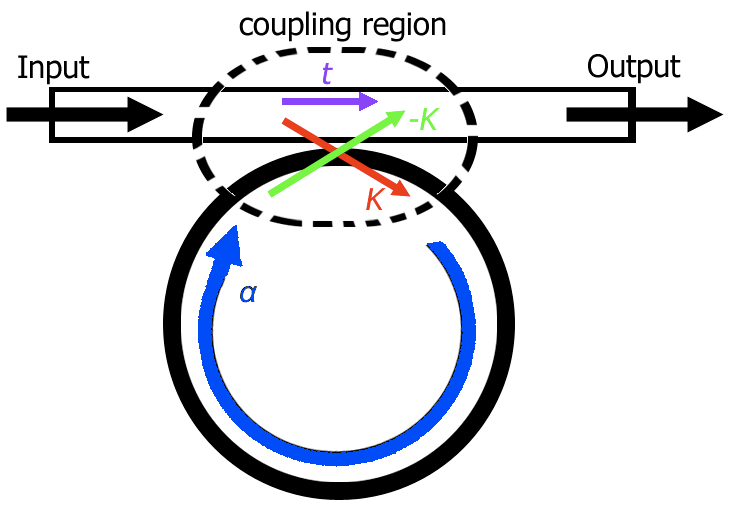
Ілюстративне зображення коефіцієнтів зв'язку

Візуалізація: як світло від точкового джерела направляється хвилеводом, як хвилевід з'єднаний з кільцевим резонатором і як кільцевий резонатор, у свою чергу, з'єднаний з іншим хвилеводом.

Важливим для розуміння того, як працює оптичний кільцевий резонатор, є концепція того, як лінійні хвилеводи з'єднані з кільцевим хвилеводом. Коли промінь світла проходить через хвилевід, як показано на малюнку праворуч, частина світла потрапляє в оптичний кільцевий резонатор. Причиною цього є явище евансцентного поля, яке поширюється за межі хвилеводної моди в радіальному напрямку, і експоненціально спадає. Іншими словами, якщо кільце та хвилевід наблизити один до одного, частина світла від хвилеводу може потрапити в кільце. Є три аспекти, які впливають на оптичний зв'язок: відстань, довжина зв'язку та показники заломлення між хвилеводом і оптичним кільцевим резонатором. Для того, щоб оптимізувати зв'язок, зазвичай потрібно зменшити відстань між кільцевим резонатором і хвилеводом. Чим ближча відстань, тим легше відбувається оптичний зв'язок. Довжина зв'язку являє собою ефективну довжину кривої кільцевого резонатора для явища зв'язку з хвилеводом. Було досліджено, що зі збільшенням довжини оптичного зв'язку, труднощі для здійснення зв'язку зменшуються.  Показник заломлення матеріалу хвилеводу, матеріалу кільцевого резонатора та матеріалу середовища між хвилеводом і кільцевим резонатором також впливає на оптичний зв'язок. Матеріал середовища зазвичай є найважливішою характеристикою, яка вивчається, оскільки він має великий вплив на передачу світлової хвилі. Показник заломлення середовища може бути великим або малим відповідно до різних застосувань і цілей.
Ще одна особливість оптичного зв'язку — це критичний зв'язок. Критичний зв'язок показує, що світло не проходить через хвилевід після того, як світловий промінь підключено до оптичного кільцевого резонатора. Після цього світло буде зберігатися і втрачатися всередині резонатора. Зв'язок без втрат — це коли світло не передається на всьому шляху через вхідний хвилевід до його власного виходу; замість цього все світло потрапляє в кільцевий хвилевід (наприклад, те, що зображено на зображенні у верхній частині цієї сторінки). Щоб з'єднання без втрат відбулося, має бути виконано наступне рівняння:
{\displaystyle |\mathrm {K} |^{2}+|t|^{2}=\mathbf {1} }
де t — коефіцієнт пропускання через зв'язок і {\displaystyle \mathrm {K} } є амплітудою зв'язку конусно-сферної моди, яку також називають коефіцієнтом зв'язку.

## Теорія
Щоб зрозуміти, як працюють оптичні кільцеві резонатори, ми повинні спочатку зрозуміти різницю довжин оптичного шляху (OPD) кільцевого резонатора. Для кільцевого резонатора з одним кільцем це дається так:
{\displaystyle \mathbf {OPD} =2\pi rn_{\text{eff}}}
де r — радіус кільцевого резонатора і {\displaystyle n_{\text{eff}}} — ефективний показник заломлення матеріалу хвилеводу. Через вимогу повного внутрішнього відбиття, {\displaystyle n_{\text{eff}}} повинен бути більшим за показник заломлення навколишнього середовища, в якому знаходиться резонатор (наприклад, повітря). Для виникнення резонансу має бути виконана наступна умова резонансу:
{\displaystyle \mathbf {OPD} =m\lambda _{m}}
де {\displaystyle \lambda _{m}} — резонансна довжина хвилі, а m — номер моди кільцевого резонатора. Це рівняння означає, що для конструктивної інтерференції світла всередині кільцевого резонатора довжина окружності кільця повинна бути цілим числом, кратним довжині хвилі світла. Таким чином, номер моди має бути додатним цілим числом, щоб резонанс мав місце. У результаті, коли падаюче світло містить кілька довжин хвиль (наприклад, біле світло), лише резонансні довжини хвиль зможуть повністю пройти через кільцевий резонатор.
Коефіцієнт якості та точності оптичного кільцевого резонатора можна кількісно описати за допомогою таких формул (див.: рівняння: 2.37 у або рівняння:19+20 у):
{\displaystyle \mathbf {Q} ={\frac {\nu }{\delta \nu }}}
{\displaystyle {\mathcal {F}}={\frac {\nu _{f}}{\delta \nu }}}
де {\displaystyle {\mathcal {F}}} це точність кільцевого резонатора, {\displaystyle \nu } — робоча частота, {\displaystyle \nu _{f}} — вільний спектральний діапазон і {\displaystyle \delta \nu } є повною шириною напівмаксимуму спектрів пропускання. Коефіцієнт якості корисний для визначення спектрального діапазону умов резонансу для будь-якого заданого кільцевого резонатора. Коефіцієнт якості також корисний для кількісного визначення кількості втрат у резонаторі, тому що низький фактор {\displaystyle Q} зазвичай пов'язаний з великими втратами.

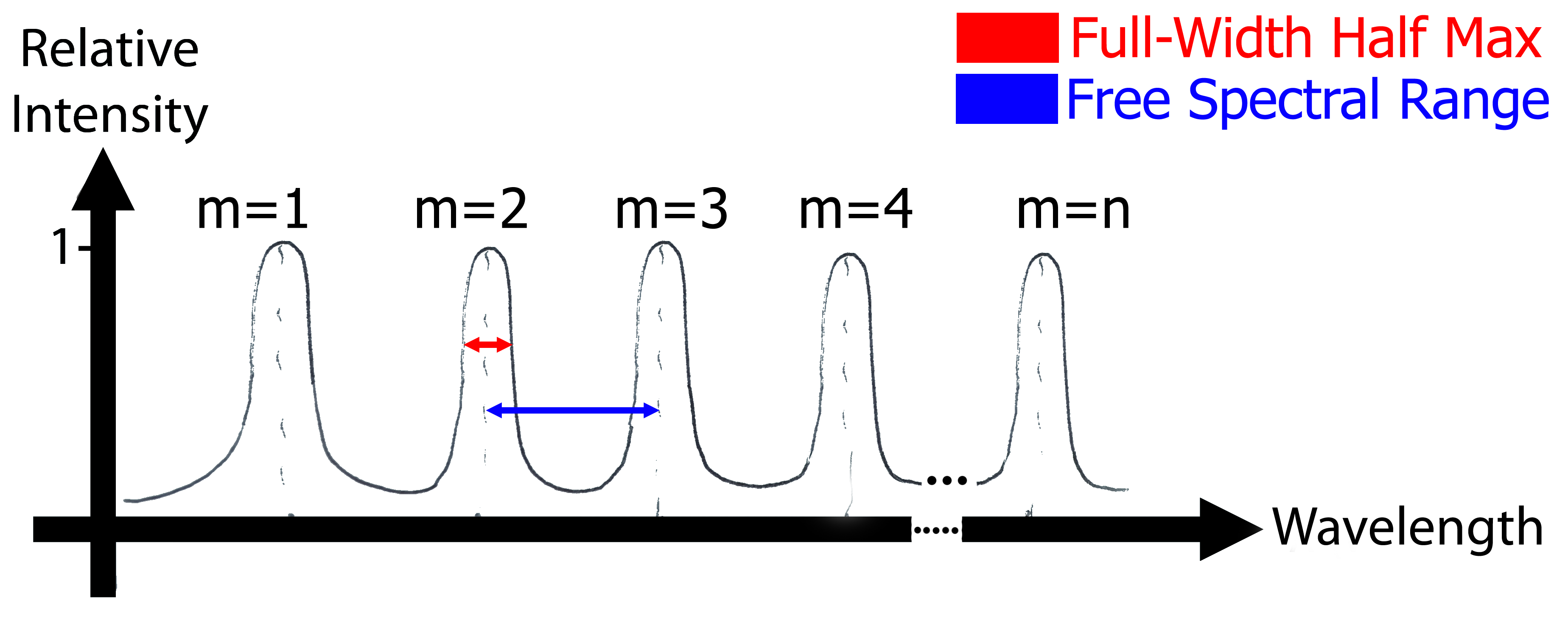
Спектри пропускання, що зображують кілька резонансних мод і вільний спектральний діапазон.

## Подвійні кільцеві резонатори

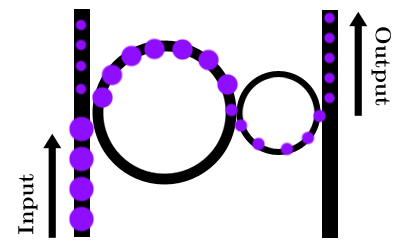
Подвійний кільцевий резонатор із кільцями різного радіусу, які послідовно показують відносну інтенсивність світла, що проходить через нього під час першого циклу. Зауважте, що світло, що проходить через подвійний кільцевий резонатор, частіше буде проходити кількома петлями навколо кожного кільця, а не як показано на малюнку.

У подвійному кільцевому резонаторі використовуються два кільцевих хвилеводи замість одного. Вони можуть бути розташовані послідовно (як показано праворуч) або паралельно. При використанні двох кільцевих хвилеводів, з'єднаних послідовно, вихід подвійного кільцевого резонатора буде в тому ж напрямку, що і вхід (хоча і з боковим зсувом). Коли вхідне світло відповідає умові резонансу першого кільця, воно з'єднується з кільцем і рухається всередині нього. Коли наступні петлі навколо першого кільця приводять світло до стану резонансу другого кільця, два кільця будуть з'єднані разом, і світло буде передано в друге кільце. Таким же методом світло врешті-решт буде передано у вихідний хвилевід шини. Тому, щоб пропускати світло через систему подвійного кільцевого резонатора, нам потрібно буде задовольнити умову резонансу для обох кілець таким чином:
{\displaystyle \ 2\pi n_{1}R_{1}=m_{1}\lambda _{1}}
{\displaystyle \ 2\pi n_{2}R_{2}=m_{2}\lambda _{2}}
де {\displaystyle m_{1}} і {\displaystyle m_{2}} є номерами мод першого та другого кільця відповідно, і вони повинні залишатися цілими додатними числами. Щоб світло виходило з кільцевого резонатора до хвилеводу вихідної шини, довжина хвилі світла в кожному кільці має бути однаковою. Це, {\displaystyle \lambda _{1}=\lambda _{2}} для виникнення резонансу. Таким чином, ми отримуємо таке рівняння, що визначає резонанс:
{\displaystyle \ {\frac {n_{1}R_{1}}{m_{1}}}={\frac {n_{2}R_{2}}{m_{2}}}}
Зверніть увагу, що обидва {\displaystyle m_{1}} і {\displaystyle m_{2}} повинні залишатися цілими числами.

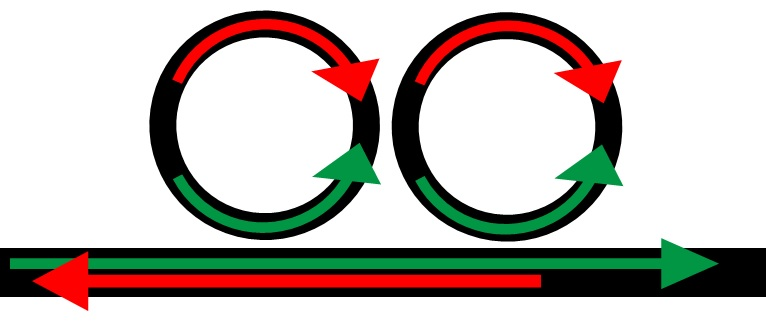
Оптичне дзеркало (рефлектор) складається з подвійної кільцевої системи, з'єднаної з одним хвилеводом. Хвилі, що поширюються вперед у хвилеводі (зелений), збуджують хвилі, що біжать проти годинникової стрілки, в обох кільцях (зелений). Завдяки зв'язку між резонаторами ці хвилі генерують хвилі, що обертаються за годинниковою стрілкою (червоні) в обох кільцях, які, у свою чергу, збуджують хвилі, що поширюються назад (відбиті) у хвилеводі (червоні). Відбита хвиля існує лише в частині хвилеводу зліва від точки сполучення з правим кільцем.

Також було показано, що система з двох кільцевих резонаторів, з'єднаних з одним хвилеводом, працює як регульований відбиваючий фільтр (або оптичне дзеркало). Хвилі, що поширюються вперед у хвилеводі, збуджують хвилі, що обертаються проти годинникової стрілки, в обох кільцях. Завдяки зв'язку між резонаторами ці хвилі генерують хвилі, що обертаються за годинниковою стрілкою в обох кільцях, які, у свою чергу, пов'язані з хвилями, що поширюються назад (відбитими) у хвилеводі.

## Застосування
Завдяки природі оптичного кільцевого резонатора та тому, як він «фільтрує» певні довжини хвилі світла, що проходить, можна створювати оптичні фільтри високого порядку, каскадуючи багато оптичних кільцевих резонаторів послідовно. Це забезпечить «малий розмір, низькі втрати та можливість інтеграції в [існуючі] оптичні мережі». Крім того, оскільки резонансні довжини хвиль можна змінювати простим збільшенням або зменшенням радіуса кожного кільця, фільтри можна вважати регульованими. Ця основна властивість може бути використана для створення свого роду механічного датчика. Якщо оптичне волокно зазнає механічної напруги, розміри волокна будуть змінені, що призведе до зміни резонансної довжини хвилі випромінюваного світла. Це можна використовувати для моніторингу волокон або хвилеводів на предмет змін їх розмірів. На процес налаштування також можна впливати зміною показника заломлення за допомогою різних засобів, включаючи термооптичні, електрооптичні або повністю оптичні ефекти. Електрооптичне та повністю оптичне налаштування є швидшим, ніж термічні та механічні засоби, і, отже, знаходять різні застосування, зокрема в оптичному зв'язку. Повідомляється, що оптичні модулятори з мікрокільцем високої добротності дають надзвичайно малу потужність модуляції на швидкості > 50 Гбіт/с за рахунок потужності налаштування відповідно до довжини хвилі джерела світла. Повідомлялося, що кільцевий модулятор, розміщений у порожнині лазера Фабрі-Перо, усуває потужність налаштування шляхом автоматичного узгодження довжини хвилі лазера з довжиною хвилі кільцевого модулятора, зберігаючи при цьому високошвидкісну модуляцію наднизької потужності кремнієвого мікрокільцевого модулятора.
Оптичні кільцеві, циліндричні та сферичні резонатори також виявилися корисними в галузі біосенсорів, і ключовим напрямком досліджень є підвищення ефективності біосенсорів Однією з головних переваг використання кільцевих резонаторів у біозондуванні є малий об'єм зразка зразка, необхідний для отримання заданої спектроскопії, що призводить до значного зниження фонового раманівського розсіювання та флуоресцентних сигналів від розчинника та інших домішок. Резонатори також використовувалися для характеристики різноманітних спектрів поглинання з метою хімічної ідентифікації, особливо в газовій фазі.
Іншим потенційним застосуванням для оптичних кільцевих резонаторів є перемикачі режимів шепочучої галереї. «Мікродискові лазери [Whispering Gallery Resonator] є стабільними та надійно перемикаються, а отже, підходять як перемикаючі елементи в повністю оптичних мережах». Було запропоновано повністю оптичний перемикач на основі циліндричного резонатора з високим коефіцієнтом якості, який забезпечує швидке бінарне перемикання при низькій потужності.
Багато дослідників зацікавлені у створенні тривимірних кільцевих резонаторів з дуже високими коефіцієнтами якості. Ці діелектричні сфери, також звані мікросферними резонаторами, «були запропоновані як оптичні резонатори з низькими втратами, за допомогою яких можна вивчати квантову електродинаміку порожнини з атомами, охолодженими лазером, або як ультрачутливі детектори для виявлення одиничних захоплених атомів».
Кільцеві резонатори також виявилися корисними як джерела одиночних фотонів для квантових інформаційних експериментів. Багато матеріалів, які використовуються для виготовлення схем кільцевих резонаторів, мають нелінійну реакцію на світло досить високої інтенсивності. Ця нелінійність дозволяє здійснювати процеси частотної модуляції, такі як чотирихвильове змішування та спонтанне параметричне перетворення з пониженням частоти, які генерують пари фотонів. Кільцеві резонатори підвищують ефективність цих процесів, оскільки дозволяють світлу циркулювати по кільцю.